# Морозов Олександр Олександрович (військовик)
Олександр Олександрович Морозов (11 вересня 1989, м. Ромни — 57-ма механізована бригада Збройних Сил України, військовополонений.

## Біографія
Олександр Морозов народився 11 вересня 1989 році у м. Ромни у простій сім'ї: мама, Ольга Миколаївна, за професією продавець, батько — Олександр Олександрович — столяр. Олександр був вихованцем дитячого садка № 2 «Ромашка». З 1 по 9 клас навчався у Бобрицькій загальноосвітній школі Роменської районної ради Сумської області. У шкільні роки любив грати в шахи, мав багато друзів. Після закінчення 9 класів вступив у Роменське вище професійне училище № 14 (2004—2007), де здобув професію зварювальника й отримав червоний диплом. Сергій Богомол, майстер виробничого навчання Роменського ВПУ свідчить:
```
Олександр  показав себе лідером групи, відмовився стати старостою, сказав, що хоче стати спеціалістом. Відвідував майстерню, гурток зварювальників.
```

Протягом 2007 - 2010 рр. здобував освіту в Конотопському індустріальному технікумі Сумського державного університету і отримав спеціальність «Майстер зварювального виробництва». Продовжив навчання на заочному відділенні Глухівського педагогічного університету, але закладу не закінчив, бо був призваний на строкову службу до Полтави. Після закінчення строкової служби пішов працювати на приватне підприємство «ТРИ СТАР» у місті Кіровограді, де за короткий час роботи хлопця батьки отримали Лист-подяку за його сумлінну працю й поважне ставлення до людей. Згодом почав працювати в м. Ромни на підприємстві «Техно-Маш Сервіс» зварювальником, оскільки вмів працювати на трьох видах зварювання і мав найвищий четвертий розряд. Працюючи, пройшов військову перепідготовку.

## Строкова служба
Строкову службу розпочав 2010 р.  у Полтаві зв'язківцем. Півроку провів на військовому навчанні, отримав звання молодшого сержанта, став командиром відділення.

## Бойовий шлях
Пройшовши військовий вишкіл у Кіровограді, був зарахований до складу 57-ї механізованої бригади, отримав звання сержанта і разом з бійцями взяв курс на передову лінію оборони. На Схід прибули 6 листопада 2014 року — на другу лінію, у Костянтинівку.
21 січня 2015 року Олександру, як командиру машини «Тягач», довелося разом із військовими побратимами вирушити в небезпечний рейс. Пункт призначення через Водяне до Донецького аеропорту, де на той час відбувалися запеклі бої. Бригада бійців потрапила під щільний вогонь бойовиків і прийняла бій. Чекали допомоги, але не дочекалися. Укриття не було, зв'язок зник, наказ відступати не надходив. Старший групи прийняв миттєве рішення — завантажуватися до машин. Вирішили відступати. З двох боків були затиснуті ворогами, з третього — автомашинами.

Побратим Олександра Морозова пригадує:
16 січня ми перші поїхали в аеропорт, попросили, щоб ми забрали ранених, ми приїхали, через декілька днів приїхали вони. Так сталося, що хлопці йшли пішки і вийшло, що Саша там загубився. Вони йшли пішки — далі хтозна. Він старався забезпечити своїх хлопців, він старшина, старався забезпечити всім, води ще щось, ходив-договорився».
Але непереборне прагнення жити дало сили сховатися від ворога. Місцевий старенький чоловік згодився надати притулок, наражаючи на небезпеку себе й рідних. Нескінченні дні і ночі проходили в переховуваннях, постійних тривожних дзвінках майору, батьку, у примарних надіях вирватися, потрапити до своїх. Більше переховуватися не було сил, поклик честі не давав поринути в небуття, скоритись, залишити все як є. Домовившись із місцевим жителем, який йому допомагав у ці важкі довгі два тижні, Сашко вирішує прориватися на свою територію. Але час був утрачений — ворог розширив межі контролю. Вирватись не вдалося.

## У полоні
Спіймали, поставили на коліна і примушували зректися Батьківщини. Як підняли з колін, зібрався, стрімко випростався і рвонув. Утекти не вдалося: потрапив у полон.
28-річний захисник Донецького літовища Олександр Морозов спочатку вважався зниклим безвісти. Згодом його знайшли в списках полонених ДНР. Провів у полоні три роки.

## Звільнення
Звільнили Олександра напередодні Нового 2018 року. 27 грудня 2017 року відбувся наймасштабніший обмін військовополоненими між українською стороною і бойовиками «ДНР» і «ЛНР». 73 українських бійці обміняли на 348 сепаратистів. Серед українців, які отримали свободу у результаті обміну військовополоненими Олександр Морозов. Українських героїв зустрічали у міжнародному аеропорту «Бориспіль» сотні українців та делегація на чолі з президентом України Петром Порошенком.
У рідне місто Ромни кіборг прибув на Святвечір. Зустрічати кіборга, захисника Донецького летовища, на головну площу міста, вийшли не лише рідні та друзі Олександра, а й небайдужі містяни, голова Сумської обласної державної адміністрації Микола Клочко, заступник голови обласної ради Тетяна Головко, міське і районне керівництво.